# 101 Dywizja Strzelecka (ZSRR)
101 Dywizja Strzelecka (ros. 101-я стрелковая дивизия) – związek taktyczny piechoty Armii Czerwonej.
Sformowana 28 sierpnia 1938 na bazie 292 Pułku Strzeleckiego. Rozformowana w 1948.

## Struktura organizacyjna
- 138 Pułk Strzelecki
- 302 Pułk Strzelecki
- 373 Pułk Strzelecki
- 279 Pułk Artylerii Lekkiej